# Karl Lapper (Politiker, 1907)

Karl Lapper

Karl Lapper (* 6. Februar 1907 in Schneeberg bei Rabenstein, Österreich-Ungarn; † 27. Oktober 1996 in Köln) war ein österreichischer Pressereferent, Propagandist und Politiker (NSDAP). Er war in der Presse- und Propagandaarbeit der Hitlerjugend und der NSDAP tätig.

## Leben und Wirken
Nach dem Besuch der Volksschule in St. Joachimsthal studierte Lapper ab 1927 Rechtswissenschaften in Innsbruck, wo er 1932 zum Dr. jur. promovierte. Während seines Studiums wurde er 1927 Mitglied der Burschenschaft Suevia Innsbruck. Anschließend arbeitete er als Rechtsanwaltsanwärter in Österreich. Von 1932 bis 1933 besaß er eine Anwaltspraxis in Kufstein.
1923 gründete Lapper zusammen mit Hartmann Lauterbacher in Tirol die erste nationalsozialistische Jugendorganisation der österreichischen Alpenländer. Zum 1. November 1927 trat Lapper in die NSDAP ein (Mitgliedsnummer 81.602). Am 12. April 1928 wurde er auch Mitglied der SA. In der Partei übernahm er seit 1930 verschiedene Funktionärsposten: 1930 wurde er Ortsgruppenleiter, 1931 Kreispropagandaleiter und 1933 Kreisleiter der NSDAP in Kufstein. Nachdem er wegen seiner politischen Aktivitäten zu einer Gefängnisstrafe verurteilt worden war, floh er im Herbst 1933 nach Deutschland. Im Herbst 1933 wurde er ausgebürgert.
Ein Auskommen fand Lapper zunächst ab Oktober 1933 als Pressereferent im Obergebiet West der Hitlerjugend in Köln, wo er Schriftleiter und im Dezember 1934 Hauptschriftleiter der HJ-Zeitung Die Fanfare wurde. Im Februar 1935 wurde er in die Reichsjugendführung berufen und übernahm im Mai 1935 die stellvertretende Leitung des dortigen Presse- und Propagandaamtes. Im Januar 1937 wurde er als Nachfolger von Erich Fischer zum Chef des Amtes befördert. Bis Juli 1939 war er zugleich Pressereferent des Reichsjugendführers.
Nach dem „Anschluss“ Österreichs war Lapper im März und April 1938 als Sonderbeauftragter des Gauleiters Josef Bürckel für die Pressepropaganda im Wahlgau Tirol zuständig. Von April 1938 bis zum Ende der NS-Herrschaft im Frühjahr 1945 saß Lapper als Abgeordneter für das Land Österreich im nationalsozialistischen Reichstag. Im Oktober 1938 wurde er Reichsredner der NSDAP.
Im Februar 1939 wurde Lapper zum Leiter der „Arbeitsgemeinschaft Jugend und Buch“ berufen. Auf eigenen Wunsch wurde er im Juli 1939 in seiner Tätigkeit als Chef des Presse- und Propagandaamtes entlastet. Auf Wunsch Joseph Goebbels wechselte er in das Reichsministerium für Volksaufklärung und Propaganda, wo er einen „besonderen Auftrag auf dem Gebiet des Filmwesens“ übernehmen sollte. Zwischen Anfang September 1939 und Anfang April 1941 war Lapper Gaupropagandaleiter und leitete das Reichspropagandaamt der NSDAP im Gau Tirol-Vorarlberg. Zugleich amtierte er dort als Landeskulturwalter der Reichskulturkammer.
Lapper trat zum 30. Januar 1940 als SS-Mann in die Allgemeine SS ein (SS-Nr. 351.373) und wurde noch am selben Tag zum SS-Obersturmbannführer befördert. Bis zum 1. Juni 1941 war er ehrenamtlicher Führer beim Stab SS-Hauptamt/Personalhauptamt. Nachdem er vom 24. Juni bis zum 21. September 1940 Militärdienst als Schütze in einer Propagandakompanie geleistet hatte, wurde er für das Reichspropagandaministerium unabkömmlich gestellt und damit vom Kriegsdienst befreit. Ab April 1941 leitete Lapper das Amt für Vortrags- und Versammlungswesen bei der Reichsleitung der NSDAP und das Amt Rednerwesen der NSDAP in der Reichspropagandaleitung. Als Gauhauptamtsleiter und später Oberbereichsleiter fungierte er ab dem 1. März 1943 auch als kommissarischer Leiter des Hauptamts Propaganda der Reichspropagandaleitung der NSDAP. Im November 1943 übernahm er zusätzlich die kommissarische Leitung des Reichs- und des Gaupropagandaamtes der NSDAP im NSDAP-Gau Kärnten. Ab August 1944 war er Führer beim Stab des SS-Oberabschnitts Alpenland.

## Schriften
- Jahrgang 1926. Ein Jahr Arbeit im Deutschen Jungvolk, 1936.
- Jungmädel, Dein Dienst, 1937.
- Die Organisations der Hitler-Jugend, 1937.
- Pimpf, was Du von Deinem Dienst wissen musst, 1937.
- Schafft Heime für die Hitlerjugend, 1937.